# 小鼓手男孩
《小鼓手男孩》（英語：The Little Drummer Boy），又名《聖誕鼓歌》（英語：Carol of the Drum），是一首由美國音樂家凱瑟琳·戴維斯在1941年創作的聖誕頌歌，內容描述一名鼓手男孩被東方三博士指引到耶穌誕生的現場，之後這名男孩以手上的鼓敲奏了一段音樂，作為祝賀主耶穌誕生的禮物。
此歌曲首次被採用在他人專輯裡的翻唱，是由奧地利崔普家庭演唱團在1951年錄製。之後在1958年由美國作曲家哈利·西梅昂旗下合唱團發表的版本，讓此作品開始獲得大眾注目，成為往後在聖誕節期間裡常被採用的歌曲。

## 歷史
凱瑟琳·戴維斯在1941年創作了這首曲子，靈感來自於凱瑟琳某日正準備打盹時，她腦海裡突然想到《Patapan》這首法國聖誕頌歌，其中歌名《Patapan》的發音，隨後變成歌詞裡出現的「Pa rum pum pum」，一種像是在模擬打鼓效果的演唱。作品最初是取名為《聖誕鼓歌》，歌詞的內容另外有被後人猜測是參考捷克的聖誕歌曲《Hajej, nynjej》。
1951年，來自奧地利的崔普家庭演唱團把《聖誕鼓歌》採用在他們的首張專輯裡，讓這首歌曲首次有機會在唱片市場上亮相。
到了1957年，美國作曲家傑克·哈洛蘭找來歌手組成合唱團，翻唱了這首曲子並推出專輯。之後同為美國音樂人的哈利·西梅昂注意到這首歌曲，在1958年找來許多之前在哈洛蘭推出的翻唱版本裡演唱的歌手，以哈利·西梅昂合唱團（Harry Simeone Chorale）名義錄製，在1958年將歌名改為《小鼓手男孩》並推出單曲發表。西梅昂製作的翻唱版本隨後在市場上獲得成功，曾在1958至1962年期間擠進美國的唱片排行榜，並有得到第13名的紀錄，成為往後最具代表性的翻唱版本之一。

## 翻唱
不少藝人演唱過《小鼓手男孩》並獲得迴響，例如平·克勞斯貝與大衛·鮑伊曾在1977年以《世界和平/小鼓手男孩》的歌名來翻唱這首曲子，之後在1982年以唱片單曲發行時，有得到英國唱片排行榜的第3名過。其他如小賈斯汀在2011年的個人專輯《愛在聖誕》裡收錄了這首歌，他的翻唱版本有被告示牌列為史上前100大佳節歌曲之一。或是音樂劇《歡樂合唱團》成員們曾演出這首歌，並有在告示牌的佳節數位歌曲排行得到第31名。